# کوپا دل ری ۱۹–۲۰۱۸

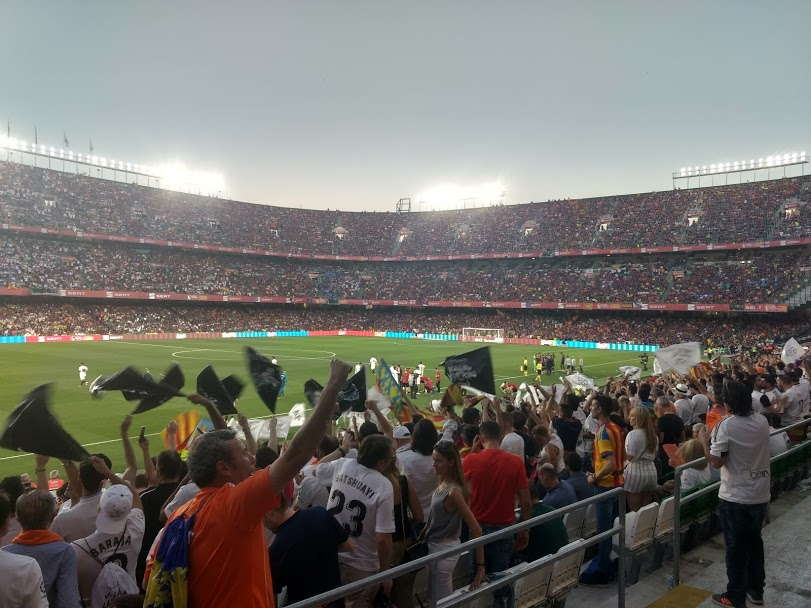
نمایی از فینال کوپا دل ری ۱۹–۲۰۱۸

کوپا دل ری ۱۹–۲۰۱۸ صد و هفتمین دوره کوپا دل ری (جام حذفی فوتبال اسپانیا) بود.  
بارسلونا به عنوان مدافع قهرمانی چهار دوره اخیر وارد این رقابت‌ها، شد تا پنجمین عنوان فینال متوالی بی سابقه را کسب کند. کاتالان ها برای ششمین بار متوالی به فینال رسیدند ، اما توسط والنسیا ۲–۱ شکست خوردند. والنسیا با قهرمانی در این مسابقات به هشتمین عنوان قهرمانی خود و اولین قهرمانی از سال ۲۰۰۸ رسید. 